# Communauté de communes de Belle-Île-en-Mer
Pour les articles homonymes, voir Belle-Île et CCBI.
La communauté de communes de Belle-Île-en-Mer (CCBI) est une communauté de communes française, située dans le département du Morbihan, en région Bretagne.

## Histoire
Créée officiellement le 16 mars 2000, la Communauté de communes de Belle-Île a succédé au SIVOM du même nom, qui fut transformé en district en 1995.
En janvier 2015, le maire de Sauzon propose de former une commune unique. La communauté de communes élabore un document de présentation en avril. Le projet de création d'une commune nouvelle pour Belle-île est inscrit à l'ordre du jour du conseil communautaire du 29 juin. 15 votes sur 23 se prononcent en faveur du projet.

## Identité visuelle (logo)

Ancien logo de la CCBI.
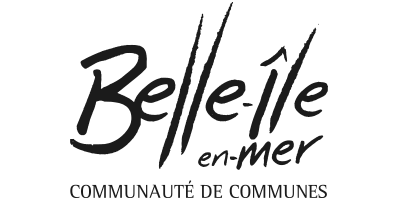
Logo actuel.

## Territoire communautaire

### Géographie
Située dans le sud-ouest  du département du Morbihan, la communauté de communes de Belle-Île-en-Mer regroupe 4 communes et s'étend sur 85,6 km2.

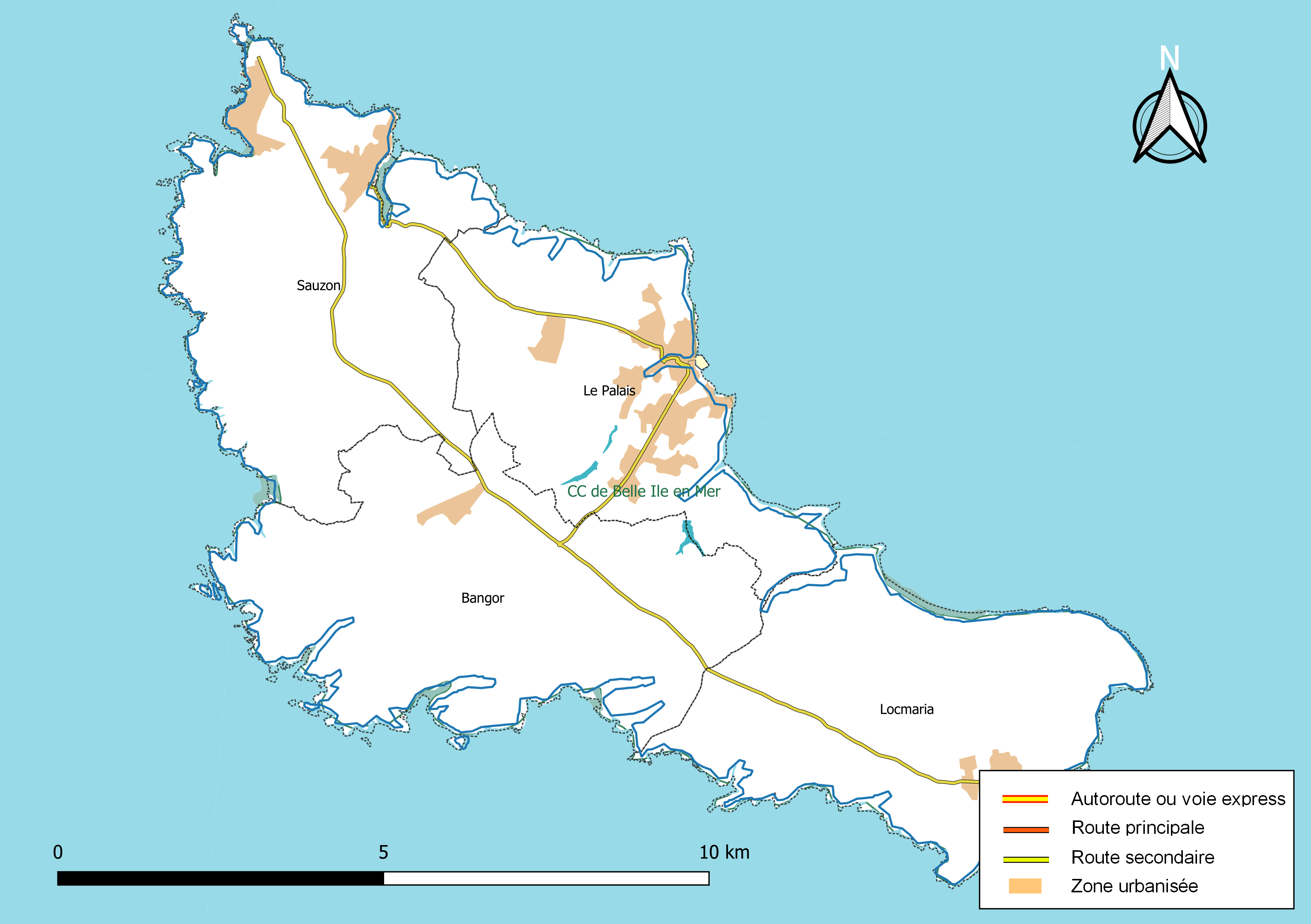
Carte de la communauté de communes de Belle-Île-en-Mer au 1er janvier 2019.

### Composition

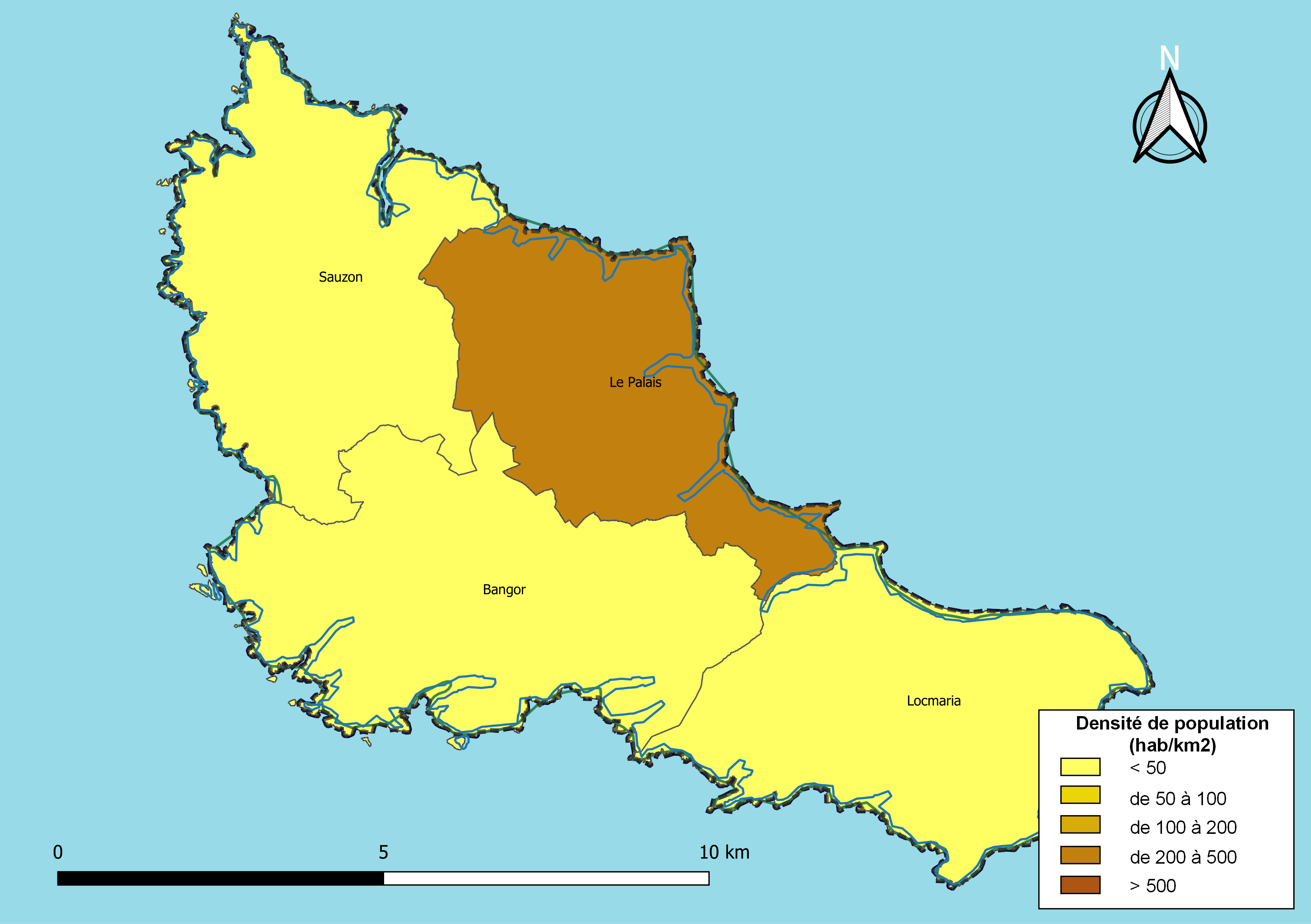
Carte des densités de population (millésimée 2016) des communes de la communauté de communes de Belle-Île-en-Mer. Composition en communes au 1er janvier 2019.

La communauté de communes est composée des 4 communes suivantes :

| Nom               | Code Insee | Gentilé       | Superficie (km2) | Population (dernière pop. légale) | Densité (hab./km2) |
| ----------------- | ---------- | ------------- | ---------------- | --------------------------------- | ------------------ |
| Le Palais (siège) | 56152      | Palantins     | 17,43            | 2 576 (2022)                      | 148                |
| Bangor            | 56009      | Bangorins     | 25,54            | 1 002 (2022)                      | 39                 |
| Locmaria          | 56114      | Locmariaistes | 20,55            | 973 (2022)                        | 47                 |
| Sauzon            | 56241      | Sauzonnais    | 22,11            | 1 043 (2022)                      | 47                 |

### Démographie
| 1968  | 1975  | 1982  | 1990  | 1999  | 2008  | 2013  | 2019  | 2020  |
| ----- | ----- | ----- | ----- | ----- | ----- | ----- | ----- | ----- |
| 4 412 | 4 328 | 4 191 | 4 489 | 4 735 | 5 120 | 5 293 | 5 483 | 5 528 |

## Administration

### Siège
Le siège de la communauté de communes est au Palais, lieu-dit Haute Boulogne.

### Conseil communautaire
Les 23 conseillers titulaires sont ainsi répartis selon le droit commun comme suit : 
| Nombre de délégués | Communes                 |
| ------------------ | ------------------------ |
| 11                 | Le Palais                |
| 4                  | Bangor, Locmaria, Sauzon |

### Élus
La communauté de communes est administrée par son conseil communautaire constitué en 2020 de 23 conseillers communautaires, qui sont des conseillers municipaux représentant chacune des communes membres.
À la suite des élections municipales de 2020 dans le Morbihan, le conseil communautaire du 17 juillet 2020 a élu sa présidente, Annaïck Huchet, maire de Bangor, ainsi que ses 4 vice-présidents. À cette date, la liste des vice-présidents est la suivante : 
|     | Attributions                                                     | Identité            | Qualité                          |
| --- | ---------------------------------------------------------------- | ------------------- | -------------------------------- |
| 1er | Finances, travaux, complexe sportif du Gouerch et assainissement | Ronan Juhel         | Maire de Sauzon                  |
| 2e  | Communication et programmation culturelle de la salle Arletty    | Tibault Grollemund  | Maire du Palais                  |
| 3e  | Espaces naturels et agriculture                                  | Dominique Rousselot | Maire de Locmaria                |
| 4e  | Petite enfance, enfance, SISE, restaurant scolaire et CLS        | Catherine Barbotin  | Conseillère municipale du Palais |

### Liste des présidents
| Période                                    | Période                 | Identité         | Étiquette | Qualité                                                                                         |
| ------------------------------------------ | ----------------------- | ---------------- | --------- | ----------------------------------------------------------------------------------------------- |
| Syndicat intercommunal à vocation multiple |                         |                  |           |                                                                                                 |
| Les données manquantes sont à compléter.   |                         |                  |           |                                                                                                 |
| ~ 1971                                     | ?                       | Christian Bonnet | RI        | Conseiller général de Belle-Île (1958 → 2001) Député du Morbihan (1956 → 1972)                  |
| ~ 1977                                     | 7 août 1981 (démission) | Joseph Naudin    |           | Maire de Sauzon (1960 → 1982)                                                                   |
| 7 août 1981                                | 30 juin 1995            | Christian Bonnet | UDF-PR    | Conseiller général de Belle-Île (1958 → 2001) Député du Morbihan (1956 → 1972 puis 1981 → 1983) |
| District                                   |                         |                  |           |                                                                                                 |
| 30 juin 1995                               | 3 avril 2001            | Jean-Yves Bannet |           | Maire de Locmaria (1986 → 2014)                                                                 |
| Communauté de communes                     |                         |                  |           |                                                                                                 |
| 3 avril 2001                               | 5 avril 2008            | Jean-Yves Bannet |           | Maire de Locmaria (1986 → 2014)                                                                 |
| 5 avril 2008                               | 17 juillet 2020         | Frédéric Le Gars | DVG       | Maire du Palais (2008 → 2020)                                                                   |
| 17 juillet 2020                            | En cours                | Annaïck Huchet   | SE        | Maire de Bangor (depuis 2014)                                                                   |

### Compétences
L'intercommunalité exerce les compétences qui lui ont été transférées par les communes membres, dans les conditions définies par le code général des collectivités territoriales. Ces compétences ont évolué à plusieurs reprises.

### Régime fiscal et budget
La communauté de communes est un établissement public de coopération intercommunale à fiscalité propre.
Afin de financer l'exercice de ses compétences, l'intercommunalité perçoit la fiscalité professionnelle unique (FPU) – qui a succédé à la taxe professionnelle unique (TPU) – et assure une péréquation de ressources entre les communes résidentielles et celles dotées de zones d'activité.